# Wilde jak
De wilde jak (Bos mutus) is een zoogdier uit de familie van de holhoornigen (Bovidae). Het is de wilde voorouder van de jak (Bos grunniens). De wetenschappelijke naam van de soort werd in 1883 gepubliceerd door Przewalski.

## Kenmerken
Een wilde jak kan van kop tot staart een lengte van 3,25 meter, een schouderhoogte van 2 meter en een gewicht van 1000 kilo bereiken. De koeien zijn beduidend kleiner en wegen zelden meer dan 350 kilo.

## Verspreiding
Het oorspronkelijke verspreidingsgebied omvatte de Himalaya, Tibet en grote delen van de Chinese provincies Xinjiang en Qinghai. Tegenwoordig zijn de wilde jaks grotendeels uitgestorven. In Tibet werden ze pas zeldzaam toen de Chinezen van het gebied een autonome regio maakten. Chinezen die zich in het gebied kwamen vestigen bejaagden de jaks. Het fokken van tamme jaks in hun leefgebied en de daarmee gepaard gaande ziektes verminderde het aantal wilde jaks. Eind 1996 werd de totale populatie van jaks op 15.000 exemplaren geschat. De populatie in Tibet lijkt intussen weer in aantal aan het toenemen te zijn. Hun leefgebied bestaat uit rotsachtige steppen tussen de 3000 en 5500 meter. In de koudere jaargetijden trekken ze naar lager gelegen regionen.